# Сохарёво (Свердловская область)
Сохарёво — деревня в Режевском городском округе Свердловской области.

## География

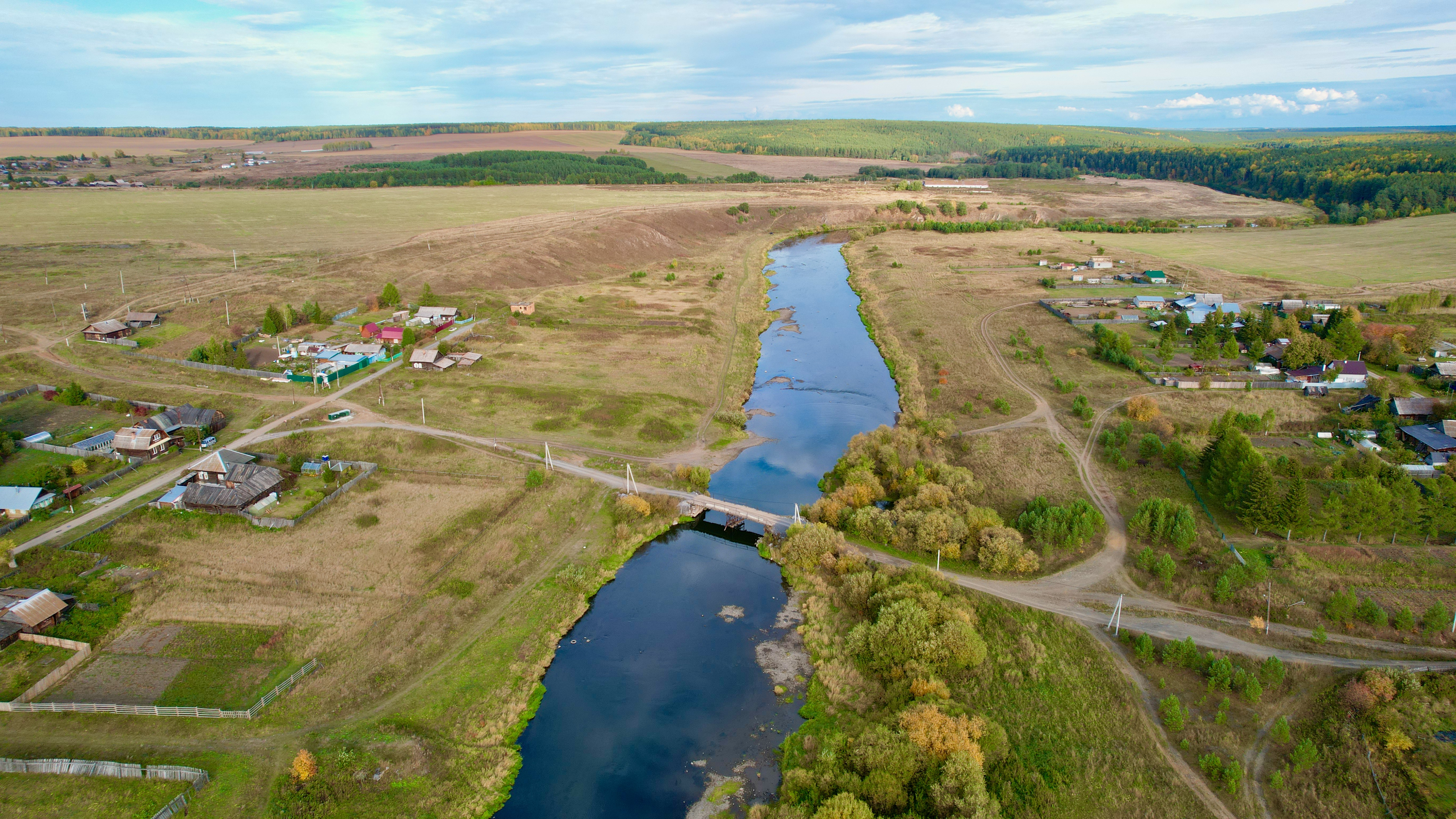
Мост через Реж в Сохарёво

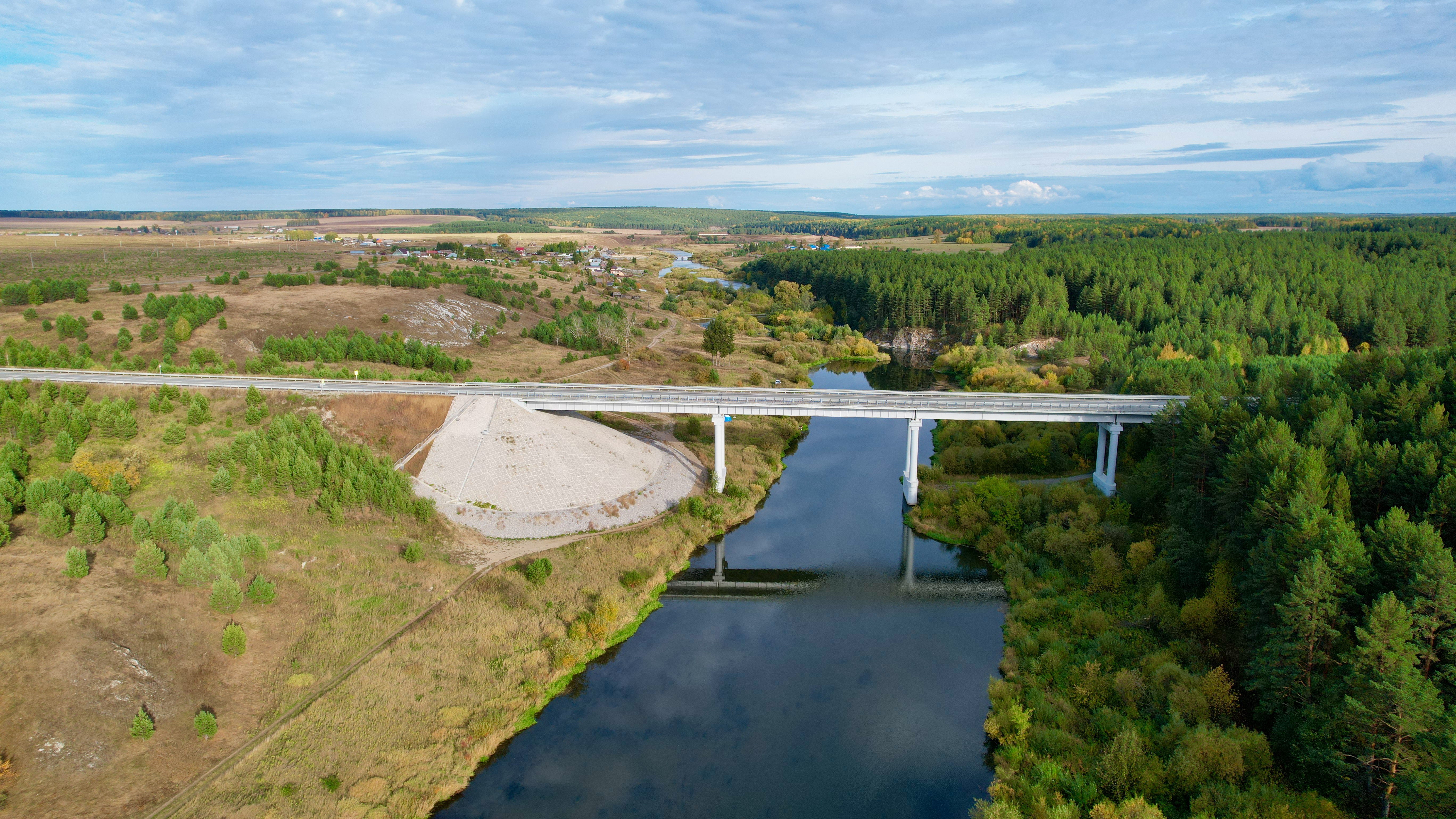
Мост через Реж к западу от деревни

Деревня Сохарёво муниципального образования «Режевского городского округа» расположена в 14 километрах (по автотрассе в 18 километрах) к северо-северо-востоку от города Реж, на левом берегу реки Реж. В полукилометре к западу от деревни проходит автотрасса Екатеринбург — Алапаевск.
На противоположном берегу реки Реж в окрестностях деревни расположен природный памятник — береговая скала Сохарёвский Камень и Сохарёвская пещера, ниже по течению реки расположен Балабанов Камень.

## Население
| 2002 | 2010 | 2021 |
| ---- | ---- | ---- |
| 169  | ↘134 | ↘122 |